# 東広島市立東志和小学校
東広島市立東志和小学校（ひがしひろしましりつ ひがししわしょうがっこう）は、かつて広島県東広島市志和町志和東に所在していた公立小学校。

## 概要
東広島市の北西部に所在していた。当校では1998年よりケナフの栽培を行っていた。
2022年3月に廃校。東広島市立西志和小学校と統合し、東広島市立志和小学校に再編した。

## 沿革
- 1897年 - 野路尋常小学校と生城尋常小学校を合併して東志和尋常小学校を設立。
- 1941年4月 - 東志和国民学校と改称。
- 1947年4月 - 東志和村立東志和小学校と改称。
- 1955年8月 - 町村合併により、志和町立東小学校と改称。
- 1957年4月 - 志和町立東志和小学校と改称。
- 1962年2月 - 北校舎新築。
- 1971年7月 - プール完成。
- 1974年4月 - 町合併・市制施行により東広島市立東志和小学校と改称。
- 1975年7月 - 南校舎新築。
- 1980年4月 - 体育館新築。
- 2022年3月 - 廃校。

## 校歌
- 作詞：重園贇雄、作曲：森脇中[2]

## 学校行事
- 4月 -  入学式、遠足
- 5月 - 運動会
- 7月 - 林間学校
- 8月 - 平和学習、校内水泳記録会
- 11月 - 東志和文化交流の集い

## 通学区域
- 東広島市[3]
  - 志和流通（一部）、志和町志和東（一部）、志和町七条椛坂（一部）、志和町内（一部）、志和町志和堀（一部）

## 進学先中学校
- 東広島市立志和中学校[3]

## 周辺
- 生城山
- 今坂峠